# Photoprotektion
Der Begriff Photoprotektion bezeichnet die Mechanismen, die die Natur nutzt, um die schädliche Wirkung der UV-Strahlung auf die menschliche Haut zu minimieren.

## Wirkungsmechanismus
Nach der Absorption eines UV-Photons befindet sich das jeweilige Molekül in einem angeregten Zustand und ist deswegen sehr reaktionsfreudig. Um schädigende Reaktionen mit Molekülen aus der Umgebung möglichst unwahrscheinlich zu machen, wandeln einige Moleküle die Anregungsenergie sehr schnell in Wärme um. Dadurch wird verhindert, dass sich freie Radikale bilden, die die DNA schädigen können. Der photochemische Prozess, der die Energie der Strahlung in Wärme umwandelt, heißt innere Umwandlung (engl.: internal conversion). Durch diesen Photoschutz-Mechanismus ist der angeregte Zustand des absorbierenden Moleküls sehr kurzlebig. Die ultraschnelle innere Umwandlung verhindert die Entstehung freier Radikale und reaktiver Sauerstoffspezies. Dadurch werden indirekte DNA-Schäden minimiert.
Sowohl die DNA, als auch Proteine und Melanin besitzen die Eigenschaft der ultraschnellen inneren Umwandlung. Der Photoschutz-Mechanismus der DNA hat sich bereits vor vielen Millionen Jahren evolutionär entwickelt. Zu dieser Zeit enthielt die Atmosphäre noch keinen Sauerstoff und es gab keine schützende Ozonschicht, so dass die Intensität der UV-Strahlung 100 bis 1000 mal stärker war als heute. Dieser Selektionsprozess hat mitbestimmt, aus welchen Bausteinen alles Leben auf der Erde aufgebaut wird. Bei der DNA sind diese Bausteine Adenosin, Guanin, Cytosin und Thymin. Die ultraschnelle innere Umwandlung verkürzt drastisch die Lebensdauer des reaktiven angeregten Zustandes von Adenosin, Guanin, Cytosin und Thymin. In DNA beträgt diese Lebensdauer nur wenige Femtosekunden (10−15 s). Dies ist mehrere Größenordnungen kürzer als in den Filtern, die in Sonnencreme verwendet werden.
| UV-Filter                              | andere Namen                                                                   | Anteil der Moleküle, der die Energie in Wärme umwandelt (Quantenausbeute: Φ) | Moleküle, welche die Energie nicht schnell genug in Wärme umwandeln |
| -------------------------------------- | ------------------------------------------------------------------------------ | ---------------------------------------------------------------------------- | ------------------------------------------------------------------- |
| Desoxyribonukleinsäure (DNA)           |                                                                                | mehr als 99,9 %                                                              | weniger als 0,1 %                                                   |
| Melanin                                |                                                                                | mehr als 99,9 %                                                              | weniger als 0,1 %                                                   |
| 2-Phenylbenzimidazol-5-sulfonsäure     | PBSA, Eusolex 232, Parsol HS,                                                  |                                                                              |                                                                     |
| 2-Ethylhexyl-4-dimethylaminobenzoat    | Padimate-O, oxtyldimethyl PABA, OD-PABA, EHDAB                                 | 0,1 = 10 %                                                                   | 90 %                                                                |
| 3-(4′-Methyl)benzyliden-bornan-2-on    | (4-MBC), (MBC), Parsol 5000, Eusolex 6300                                      | 0,3 = 30 %                                                                   | 70 %                                                                |
| 4-tert-Butyl-4'-methoxydibenzoylmethan | (BM-DBM), Avobenzone, Parsol 1789, Eusolex 9020 butyl-methyoxydibenzoylmethane |                                                                              |                                                                     |
| Anthranilsäuremethylester              | (MA), Methylanthranilat, Methyl-2-aminobenzoat                                 | 0,6 = 60 %                                                                   | 40 %                                                                |
| 4-Methoxyzimtsäure-2-ethylhexylester   | (2-EHMC), (EHMC), EMC, Octyl-methoxycinnamate, OMC, Eusolex 2292, Parsol       | 0,81 = 81 %                                                                  | 19 %                                                                |

Der angeregte Zustand des Melanins ist ebenfalls sehr kurzlebig, weshalb es einen guten Photoschutz bietet. Melanin wandelt mehr als 99,9 % der absorbierten Strahlungsenergie in Wärme um.

## Künstliches Melanin
Die Kosmetische Industrie behauptet manchmal, dass die UV-Filter in Sonnencreme wie künstliches Melanin funktionieren. Die Chemikalien, die für Sonnencreme benutzt werden, haben aber nicht die Fähigkeit Strahlungsenergie so schnell und effizient in Wärme umzuwandeln, wie die Natur es tut. Stattdessen haben diese Chemikalien eine wesentlich längere Lebensdauer des angeregten Zustandes.
Tatsächlich sind mehrere der Substanzen, die in Sonnencremes verwendet werden, aus der Photochemie als Photosensibilisator bekannt.
Die schlechten photochemischen Eigenschaften der UV-Filter führen zu höheren Konzentrationen an freien Radikalen. Die bilden sich in der Haut, nachdem die Sonnencreme in die Haut eingezogen ist, etwa 20 min nach dem Auftragen.